# 雄一郎
雄一郎（ゆういちろう）は日本人の名前。
- 神山雄一郎 - 競輪選手。
- 栃煌山雄一郎 - 大相撲力士。
- 永井雄一郎 - サッカー選手。
- 長島☆自演乙☆雄一郎 - キックボクサー。総合格闘家。
- 三浦雄一郎 - プロスキーヤー、登山家。
- 雄一郎 (漫画家) - 4コマ漫画家・イラストレーター。MMORPG「ラグナロクオンライン」日本公式イラストレーター。『ラグナロクオンライン メルマガ4コマ劇場』などの著者。